# Date A Live Fragment: Date A Bullet
Date A Live Fragment: Date A Bullet (デート・ア・ライブ フラグメント デート・ア・バレット Dēto A Raibu Furagumento Dēto A Baretto) ist ein Ableger des Date-A-Live-Franchises von Kōshi Tachibana, der seit 2017 in Form einer Light-Novel-Reihe im Fujimi Fantasia Bunko des Verlages Fujimi Shobō erscheint.

## Handlung
Date A Live Fragment: Date A Bullet folgt dem Naturgeist (jap. „seirei“ 精霊) Kurumi Tokisaki. Eines Tages trifft Kurumi auf Empty, ein Mädchen ohne Erinnerungen. Es stellt sich mit der Zeit heraus, dass Empty aus einer anderen Welt stammt. Um das mysteriöse Mädchen zu töten, führt Kurumi sie zu einer Schule. Dort angekommen, treffen sie auf weitere Schülerinnen, die sich als Halbgeister herausstellen und versuchen, sich gegenseitig zu bekämpfen.

## Umsetzungen

### Light Novel
Die Light-Novel-Reihe entsteht durch den Autor Yuichirō Higashide unter der Aufsicht des Date-A-Live-Schöpfers Kōshi Tachibana. Die Zeichnungen stammen von dem Illustrator NOCO. Die Reihe erscheint im Magazin Fujimi Fantasia Bunko des Verlages Fujimi Shobō und brachte bisher fünf Bände hervor.

### Anime
Am 17. September 2019 wurden zwei neue Animeprojekte zum Date-A-Live-Franchise angekündigt. Sechs Tage später wurde bekanntgegeben, dass es sich bei einem der Projekte um eine Umsetzung von Date A Bullet handelt. In diesem Projekt spricht Asami Sanada, die auch schon in der Hauptreihe Kurumi ihre Stimme verlieh, die Protagonistin Kurumi Tokisaki.
Am 21. März 2020 wurden weitere Details zum geplanten Anime bekannt gegeben. Demnach entsteht der Anime im Studio GEEK TOYS unter der Regie von Jun Nakagawa, der bereits beim Film zu High School Fleet Regisseur war. Das Drehbuch wird von Novel-Autor Yuichirō Higashide geschrieben während sich Naoto Nakamura das Charakterdesign entwirft. Mitte Mai 2020 wurden weitere Synchronsprecher sowie der Name des Projektes, Dead or Bullet, vorgestellt. Es wurde angekündigt, dass der Anime in den japanischen Kinos gezeigt wird. Am 10. Juli 2020 wurde bekannt, dass die Umsetzung in Form zweier Kinofilme, Dead or Bullet und Nightmare or Queen erfolgen werde. Beide Filme sind für 2020 angesetzt.